# Polizia federale nigeriana
La polizia federale nigeriana (in inglese Nigeria Police Force, in hausa Rundunar ƴan Sandan Najeriya‎, in igbo Ndị uwe ojii Naịjirịa, in yoruba Ọlọ́ọ̀pá Nàìjíríà) è l'agenzia di polizia federale dello stato africano che ha il compito di far rispettare le leggi federali e di proteggere gli interessi nazionali.
In Nigeria esistono 37 corpi di polizia locale che hanno il compito di tutelare gli interessi degli stati federati.